# Fjord Larose
Le fjord Larose est un bras de mer marquant la séparation entre la péninsule Gallieni (à l'est) et la presqu'île du Bougainville (à l'ouest), situées au sud de la Grande Terre des îles Kerguelen dans les Terres australes et antarctiques françaises.

## Géographie

### Caractéristiques
Ce fjord constitue l'extension septentrionale de 12 km dans les terres de la baie Larose, qui peut elle-même être considérée comme une partie de la baie d'Audierne, dont elle occupe la partie nord-est le long de la péninsule Gallieni.
Le fjord Larose est le déversoir de la plupart des cours d'eau de la presqu'île du Bougainville. À son extrémité nord, il est l'embouchure de la rivière d'Entremers et de l'important torrent des Cristaux (exutoire du lac Marioz), qui constituent la lagune Larose, ainsi que celle du torrent de Gruyère venant de la péninsule Gallieni. À son extrémité sud, au débouché dans la baie Larose, un cordon de sable obstrue de manière plus ou moins importante l'embouchure du fjord.

### Toponymie
Le fjord doit son nom à la baie Larose, nommée ainsi en 1908 par le navigateur et explorateur Raymond Rallier du Baty (et reproduit dans sa carte de 1922) en hommage à Eugène Larose, un matelot normand de son navire lors de sa première exploration polaire aux Kerguelen le J.B. Charcot.